# Hypolepis nuda
Hypolepis nuda là một loài thực vật có mạch trong họ Dennstaedtiaceae. Loài này được Mett. ex Kuhn miêu tả khoa học đầu tiên năm 1869.